# Commando 3
Pour plus de détails, voir Fiche technique et Distribution.
Commando 3 est un thriller d'action indien en langue hindi de 2019 réalisé par Aditya Datt et produit par Vipul Amrutlal Shah & Reliance Entertainment. Le film est le troisième film de la franchise Commando après Commando (2013) et Commando 2 (2017). Il met en vedette Vidyut Jammwal avec Gulshan Devaiah comme antagoniste, aux côtés d'Adah Sharma et Angira Dhar,. Dans le film, Karan se rend sous couverture avec Bhavana Reddy pour une mission antiterroriste à Londres.
Le tournage a commencé en septembre 2018 à Bradford et York City en Angleterre. La sortie du film était initialement prévue pour septembre 2019,. Il est finalement sorti au cinéma le 29 novembre 2019. Le film est le film le plus rentable de la série de films Commando, mais n'a pas eu beaucoup de succès commercial en raison de son budget. 

## Synopsis
La police de Mumbai arrête trois jeunes suspects terroristes et les interroge, mais ne reçoit aucune information. Karanveer « Karan » Singh Dogra est appelé pour aider la police, mais l'un des suspects se suicide. Après une enquête plus approfondie, Karan apprend que les suspects ont reçu de l'argent et des cassettes VHS contenant le message d'un terroriste. De plus, l'un des suspects parle à plusieurs reprises du 11 septembre, ce qui est décrypté comme une attaque contre l'Inde le jour de Deepavali. Karan apprend également que les enregistrements ont en réalité été tournés par une caméra à Londres et décide de se faire passer pour un agent secret avec Bhavana Reddy, qui l'a aidé lors de sa mission précédente. Se faisant passer pour un couple marié, ils arrivent à Londres où Mallika Sood, un officier du MI6, les emmène à leur poste de travail où un autre agent nommé Armaan Akhtar les assiste.
De son côté, le terroriste britannique Buraq Ansari force son fils Abeer à le regarder tuer un homme. Zahira, la mère d'Abeer et l'ex-femme de Buraq, veut contacter la police, mais elle est menacée par Buraq. Après avoir appris que deux agents indiens sont arrivés à Londres pour le capturer, Buraq demande l'aide de ses agents pour les traquer tandis que Karan et son équipe suivent le même processus pour suivre les agents de Buraq. Alors qu'il poursuit un suspect, Karan rencontre Zahira et Abeer et se retrouve bientôt impliqué dans une course-poursuite à vélo avec le suspect, entraînant la mort accidentelle de ce dernier. Karan récupère son téléphone et répond à l'appel de Buraq, lui disant en outre qu'il visiterait bientôt la maison du suspect décédé. Karan et l'équipe arrivent à la maison, mais à l'extérieur, ils sont arrêtés par les hommes de main de Buraq. Une bagarre éclate et Karan est expulsé de la maison par une explosion. La vidéo devient virale, tout comme le tweet de Bhavana soutenant Karan.
Il s'avère que cela fait partie du plan de Karan lorsqu'il publie une vidéo défiant Buraq sans révéler son identité. Lorsque l'DNA de Buraq correspond à celui d'un suspect de meurtre, Karan et son équipe se précipitent au restaurant de Buraq mais apprennent qu'il est déjà parti. Réalisant qu'il serait allé chercher Abeer à l'école, Karan arrive et le défie avant que ce dernier ne disparaisse. De retour à Mumbai, les deux suspects sont réformés par un imam. Buraq ne veut pas quitter Abeer et se retrouve bientôt exposé lorsque Karan tient une conférence de presse avec Abeer et Zahira. Alors qu'Abeer et Zahira sont escortés en toute sécurité jusqu'à l'aéroport, les hommes de main de Buraq attaquent les véhicules, où Bhavana est assommé dans l'accident tandis que Karan et Mallika combattent les hommes de main. Cependant, Zahira et Abeer sont kidnappées et Mallika est informée de la reddition de Buraq.
Karan essaie de l'interroger mais finit par utiliser la force brute, à cause de quoi lui et Bhavana reçoivent l'ordre de quitter Londres dans les 24 heures ou de faire face à l'expulsion. Buraq est libéré grâce à un accord avec le MI6 et fournit les preuves de l'attaque précédente en échange de sa liberté. En route vers une maison sûre, Buraq demande aux officiers de s'arrêter dans une mosquée, où il échange sa place avec l'un de ses hommes de main et tue Zahira. Réalisant que l'attaque ne viserait pas Deepavali mais Dussehra, Karan décide de continuer seul, mais est rejoint par son équipe. Grâce à la tablette d'Abeer, la maison sécurisée est localisée et attaquée par Bhavana et Mallika tandis que Karan part capturer Buraq. Après le combat qui laisse tous les hommes de main morts, Karan injecte du Buraq et l'emmène.
Bhavana et Mallika sauvent Abeer, tandis que Karan est récupéré en toute sécurité par l'hélicoptère de son agence et escorté jusqu'au cargo indien. Alors qu'il reste peu de temps avant les attaques, Karan et les flics tentent de trouver les villes ciblées. En décodant les paroles répétées de Buraq, Karan trouve les villes ciblées et publie une vidéo demandant aux musulmans indiens de comprendre la valeur de l'unité religieuse. Les musulmans se préparent à affronter les terroristes. Ils sont rejoints par la police et les terroristes sont arrêtés. Karan tue Buraq et remet Abeer au père du suspect décédé.

## Distribution
- Vidyut Jammwal : Commando Karanveer « Karan » Singh Dogra
- Adah Sharma : Senior Inspector Bhavana Reddy, Anti-Terrorism Squad
- Angira Dhar : L'agent des services secrets britanniques Mallika Sood
- Gulshan Devaiah : Buraq Ansari, l'ex-mari de Zahira et le père d'Abeer
- Sumeet Thakur : British Intelligence Agent Armaan Akhtar
- Rajesh Tailang : Roy, le patron de Karan
- Virendra Saxena : Ahmed
- Saahil Krishnani : Saahil
- Vibhawari Deshpande : Rajani
- Feryna Wazheir : Zahira, l'ex-femme de Buraq et la mère d'Abeer
- Abrar Zahoor : Tabish, L'homme de main de Buraq
- Suresh Vishwakarma : Inspecteur Tukaram Tambe
- Abhilash Chaudhary : Taimur Khan
- Manuj Sharma : Subhan
- Raghav Dheer : Umar/Rakesh
- Prashant Jha as Usman/Amit
- Mark Bennington : Alvin, le patron de Mallika
- Atharva Vishwakarma : Abeer, le fils de Buraq et Zahira
- R.Bhakti Klein : Agent de renseignement britannique
- Gracy Goswami : Élève d'école[9]

## Production

### Développement
Le succès des deux premières séries Commando a poussé le producteur Vipul Amrutlal Shah à opter pour une troisième franchise. Le 6 septembre 2018, il a été annoncé de lancer Commando 3 avec Vidyut Jammwal . 

### Tournage
Plus tard en septembre, le tournage a commencé à Londres, en Angleterre. Le tournage s'est terminé à la mi-juin 2019. 